# Liste der Kulturgüter in Volken
Die Liste der Kulturgüter in Volken enthält alle Objekte in der Gemeinde Volken im Kanton Zürich, die gemäss der Haager Konvention zum Schutz von Kulturgut bei bewaffneten Konflikten, dem Bundesgesetz vom 20. Juni 2014 über den Schutz der Kulturgüter bei bewaffneten Konflikten sowie der Verordnung vom 29. Oktober 2014 über den Schutz der Kulturgüter bei bewaffneten Konflikten unter Schutz stehen.
Es gibt weder A- noch B-Objekte, Objekte der Kategorie C fehlen zurzeit (Stand: 1. Januar 2022). Unter übrige Baudenkmäler sind geschützte Objekte zu finden, die im Verzeichnis der Objekte von überkommunaler Bedeutung der kantonalen Denkmalpflege zu finden sind.

## Übrige Baudenkmäler
| ID       | Foto |                 | Objekt                     | Kat.   | Typ | Standort                       | Beschreibung |
| -------- | ---- | --------------- | -------------------------- | ------ | --- | ------------------------------ | ------------ |
| 04300192 |      | Datei hochladen | Mühle Volken, Hauptgebäude | B reg. | G   | Mühlestrasse 9 689313 / 270213 |              |

Hinweise zur Legende in dieser Liste:
- Anstelle der KGS-Nummer wird als Objekt-Identifikator (ID) die Inventarnummer im Verzeichnis der Objekte von überkommunaler Bedeutung des kantonalen Denkmalschutzamtes verwendet.
- Bei den Kategorien wird wie folgt unterschieden: B kant. = Objekt von kantonaler Bedeutung (Kanton Zürich); B reg. = Objekt von regionaler Bedeutung (Kanton Zürich)